# 第60回プライムタイム・エミー賞
第60回プライムタイム・エミー賞（だい60かいプライムタイム・エミーしょう）は、2008年9月21日にロサンゼルスのノキア・シアターで行われた。クリエイティブ・アート部門は同年の9月13日に発表された。
授賞式のテレビ中継はABCが担当し、番組プロデューサーはケン・エールリッヒが担当する。番組内では29の部門の発表が行われた。
対象は、2007年6月1日から、2008年5月31日までに放送された作品となる。

## 概要

### 候補について
候補の発表は、7月17日午前5時35分(PT)に、『プッシング・デイジー 恋するパイメーカー』のクリスティン・チェノウェスと『ママと恋に落ちるまで』のニール・パトリック・ハリスが担当した。両人ともそれぞれの該当部門で候補になった。
最多候補作は、HBOのTVミニリシーズ"John Adams"の23候補。HBOは前回に引き続き、局別でも最多候補数を記録している（85候補）。続いて、NBCのコメディ・シリーズ"30 Rock"が17候補、シリーズ作品では最多の候補となった。また、コメディ・シリーズにおける1シーズンの候補数の新記録も樹立した。"30 Rock"は17候補の内、7候補がゲスト俳優部門からの候補である。AMCの『マッドメン』は、15個の候補を得てドラマ・シリーズでは最多の候補となり、また、FXの『ダメージ』と共に、ベーシック・チャンネルのシリーズ番組としては作品賞候補になった初の作品となった。単発の作品としては、HBOの『リカウント』が11個で最多候補。ネットワーク局では、『プッシング・デイジー 恋するパイメーカー』などが12候補となったABCが、前回に引き続き最多76候補となった。
個人では、3部門でティナ・フェイ（コメディ・シリーズ部門の主演女優賞・脚本賞、個人パフォーマンス賞）とリッキー・ジャーヴェイス（ミニシリーズ/テレビ映画部門の主演男優賞・監督賞・脚本賞）、2部門でトム・ウィルキンソン（同主演男優賞・助演男優賞）、ボブ・バラバン（同助演男優賞・監督賞）などが複数部門で候補になった。
『サタデー・ナイト・ライブ』でコメディ・シリーズ部門の助演女優賞候補となったエイミー・ポーラーは、エディ・マーフィ以来の同番組からのコメディ・シリーズ部門での候補となった。
日本関係では、日系アメリカ人の撮影監督であるタク・フジモトが、"John Adams"の撮影でミニシリーズ/テレビ映画部門の撮影賞で2個の候補を得て受賞。
また、今年は主要部門において、トップ10（部門によっては11）ファイナリストが発表された。正式な発表はシリーズ部門の作品賞2つだが、他の賞も非公式ながらリークされた。

### 授賞式
授賞式の開催場所は前年から変更され、ノキア・シアターでの初開催となる。これは2018年まで契約されている。

## 受賞と候補の一覧

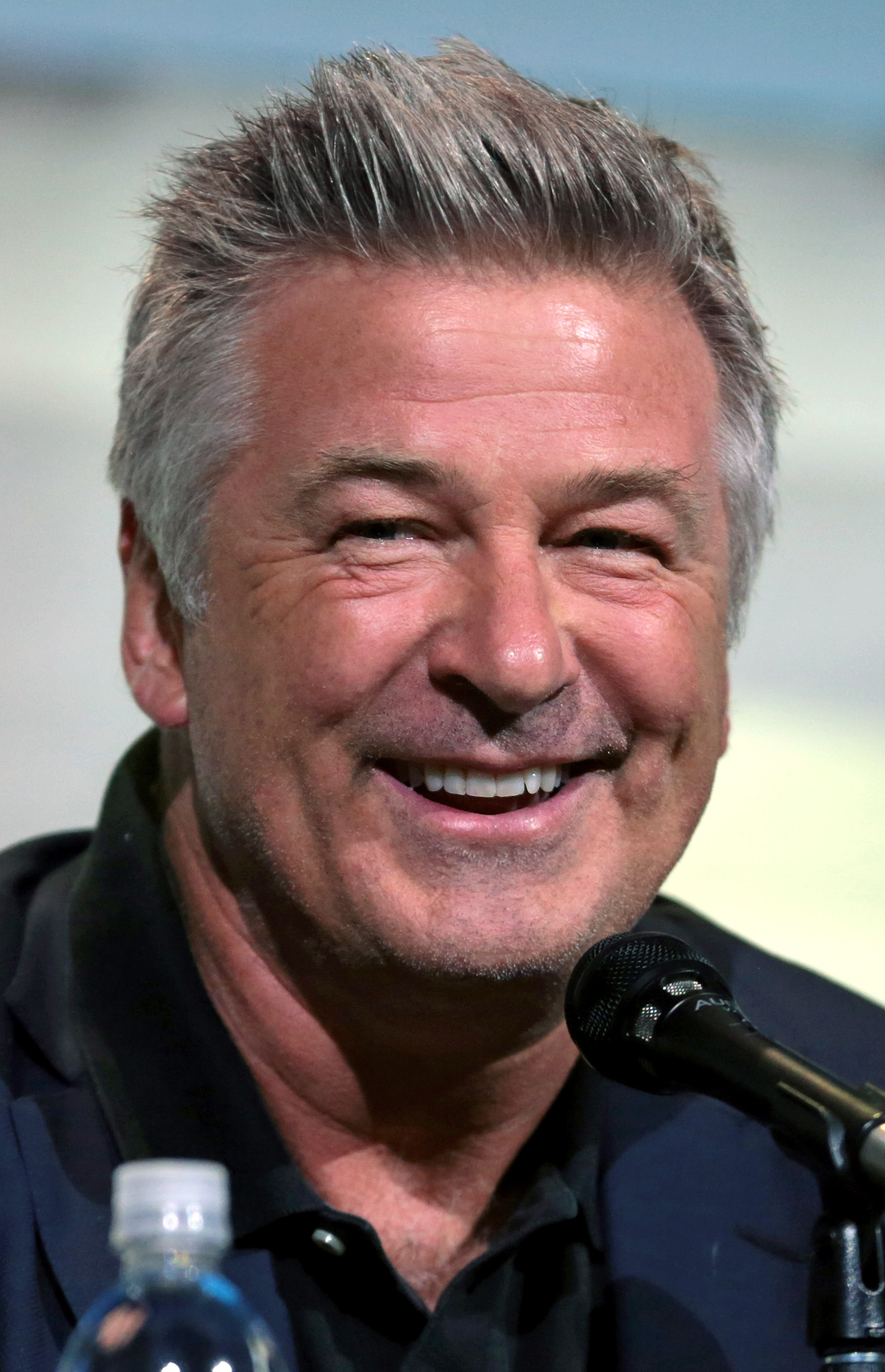
アレック・ボールドウィン, コメディ・シリーズ 主演男優賞

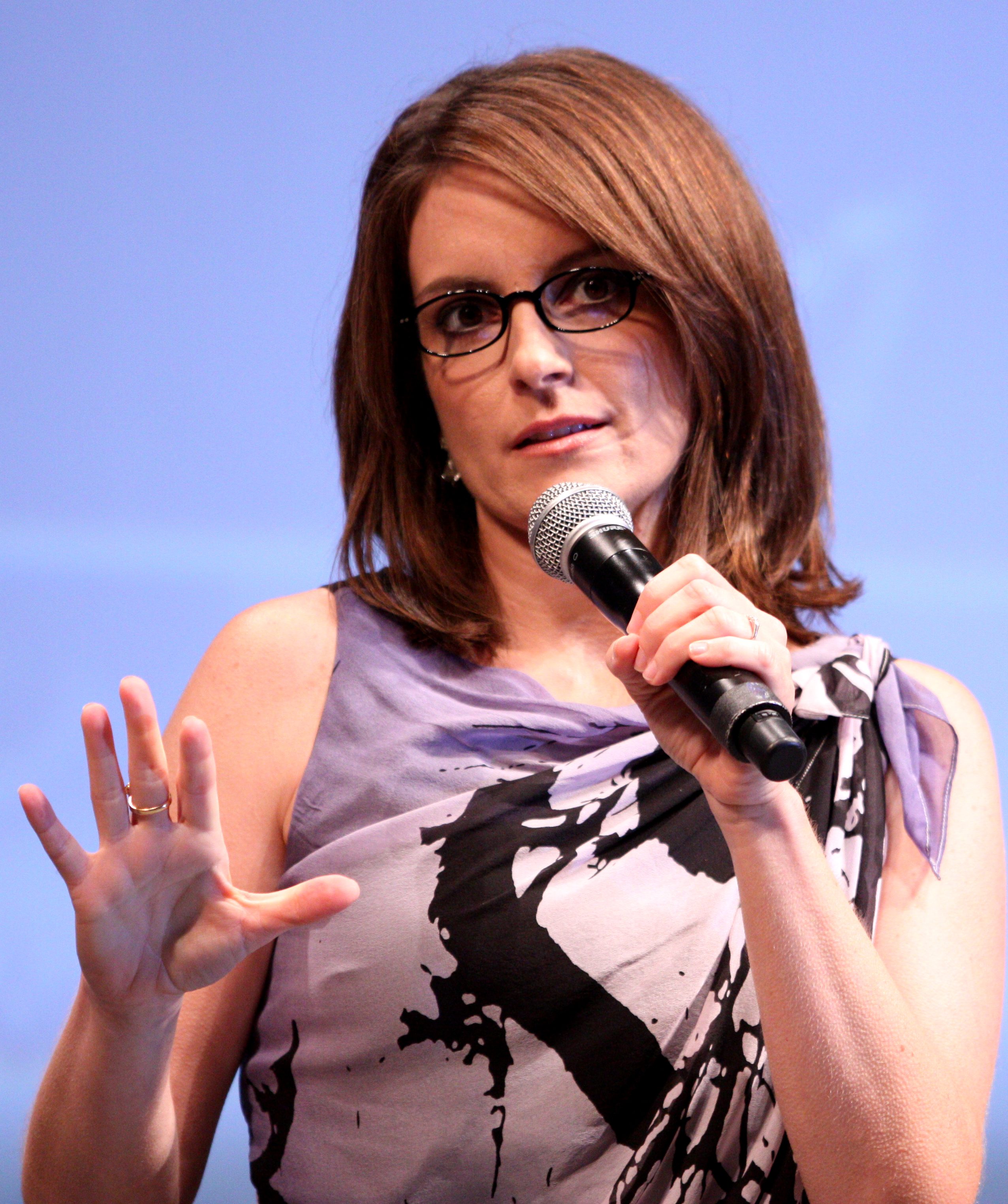
ティナ・フェイ, コメディ・シリーズ 主演女優賞

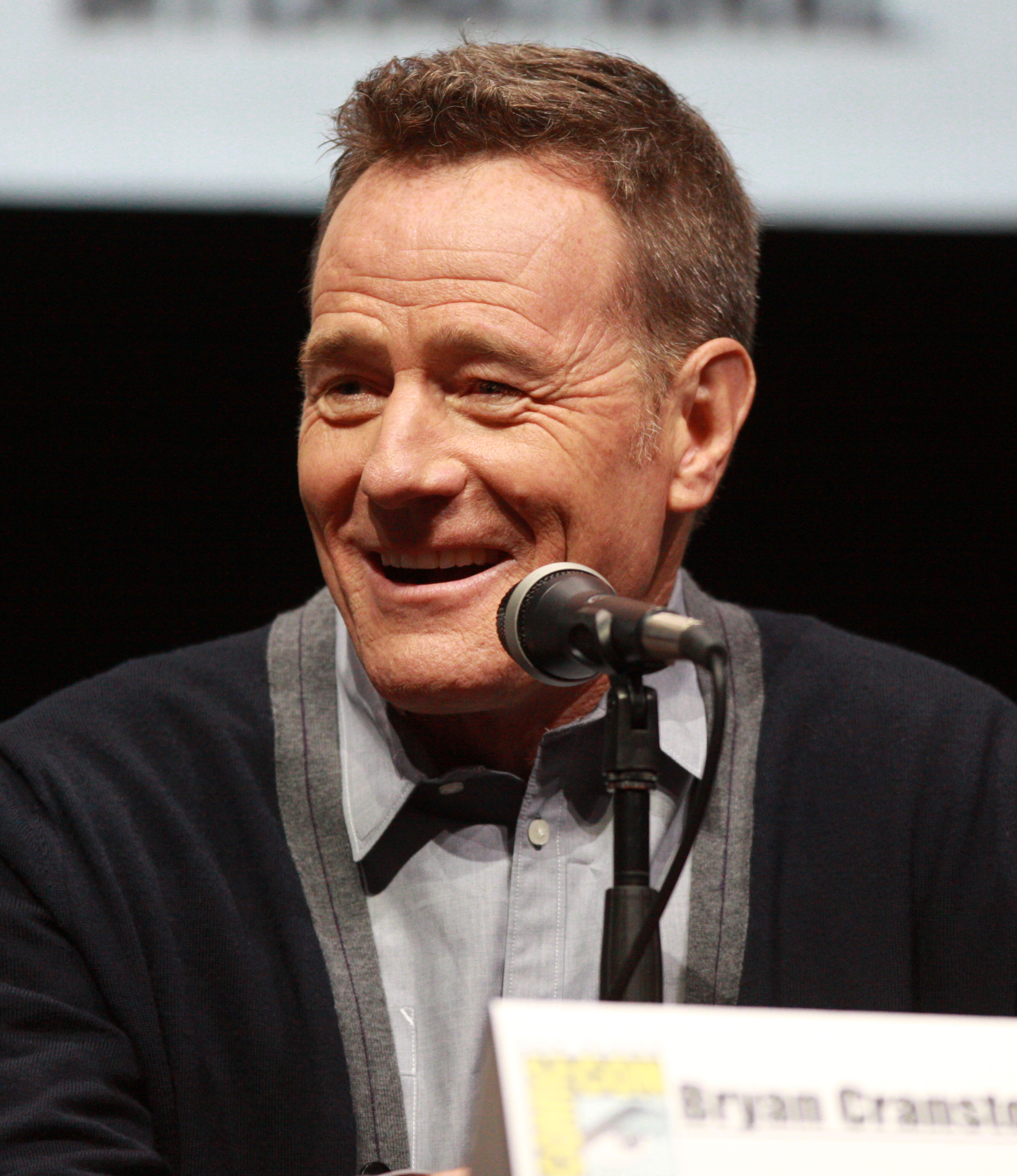
ブライアン・クランストン, ドラマ・シリーズ 主演男優賞

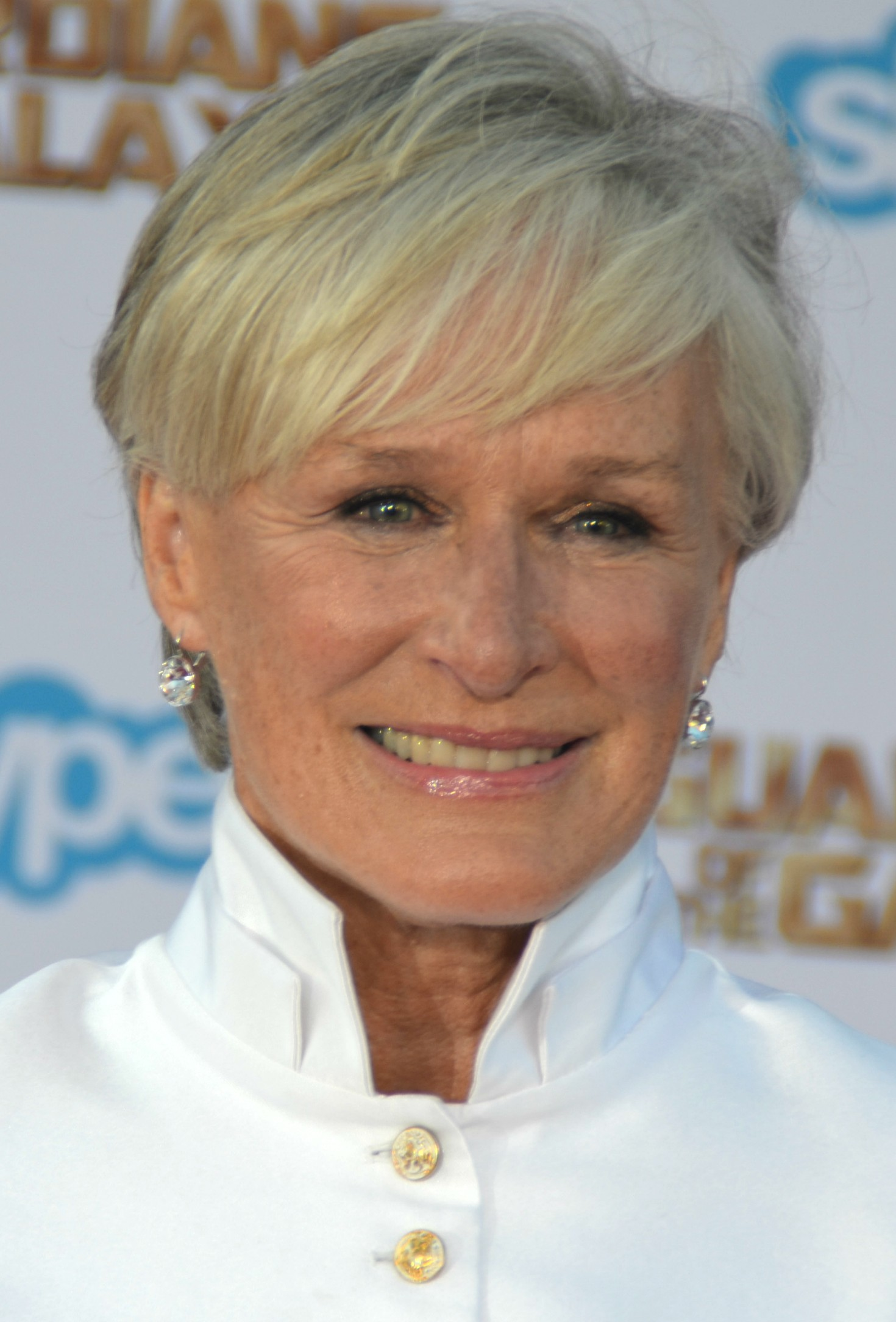
グレン・クローズ, ドラマ・シリーズ 主演女優賞

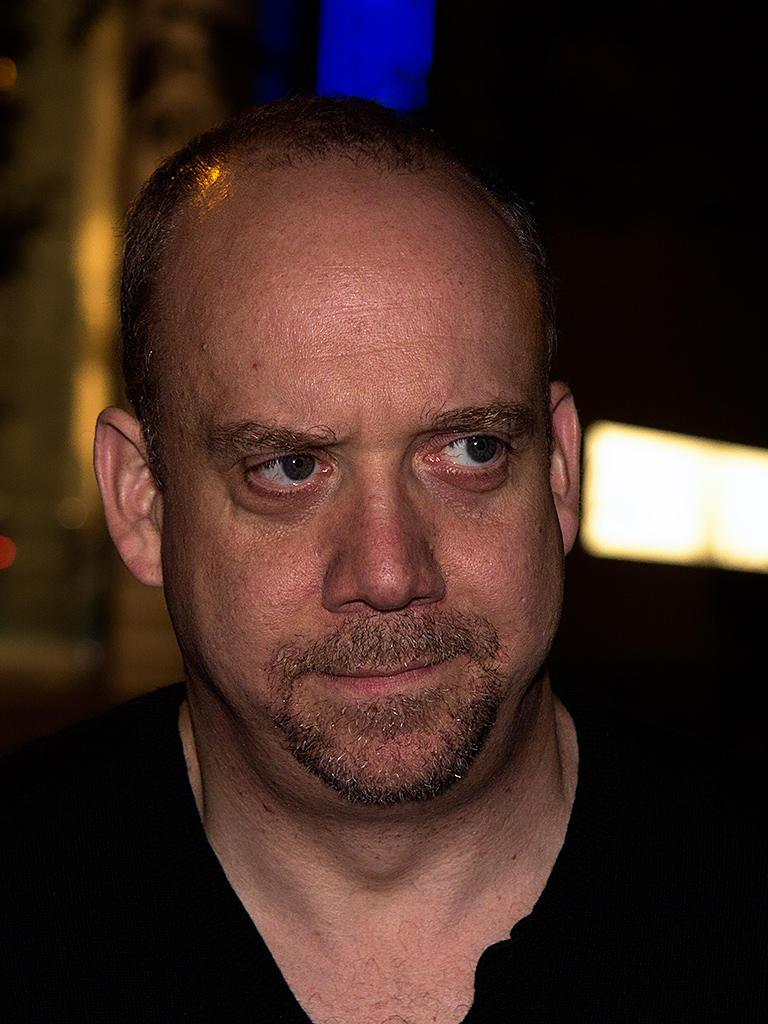
ポール・ジアマッティ, ミニシリーズ/テレビ映画 主演男優賞

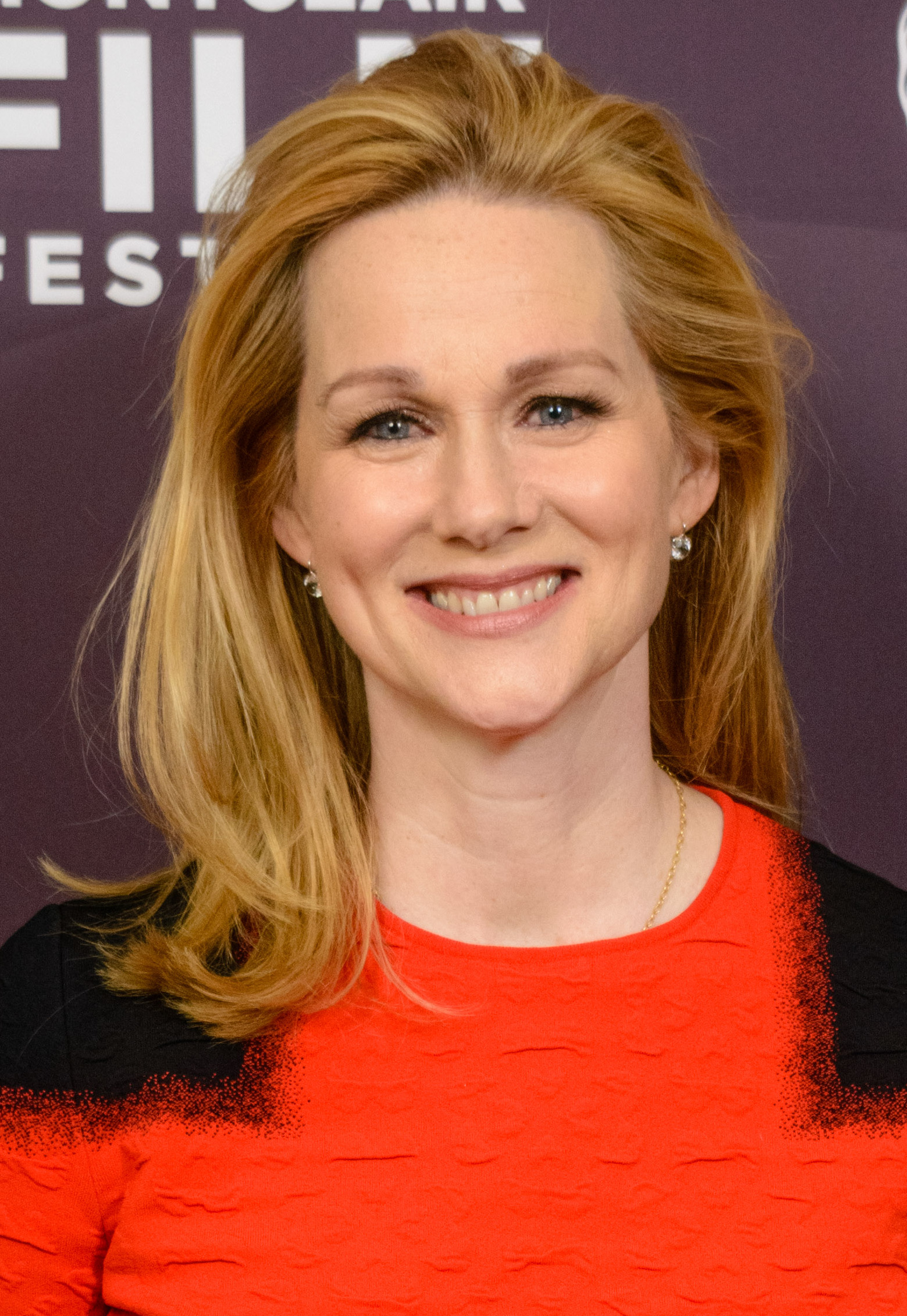
ローラ・リニー, ミニシリーズ/テレビ映画 主演女優賞

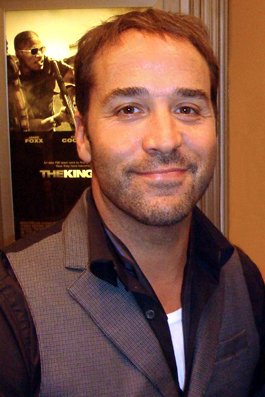
ジェレミー・ピヴェン, コメディ・シリーズ 助演男優賞

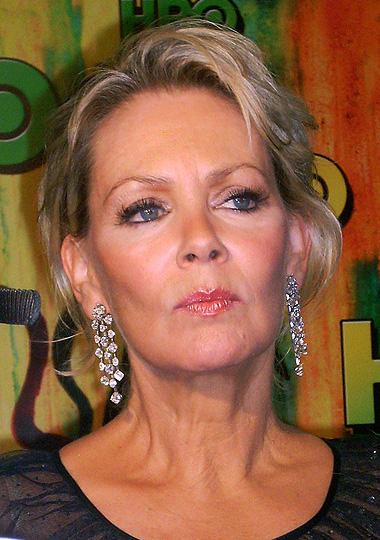
ジーン・スマート, コメディ・シリーズ 助演女優賞

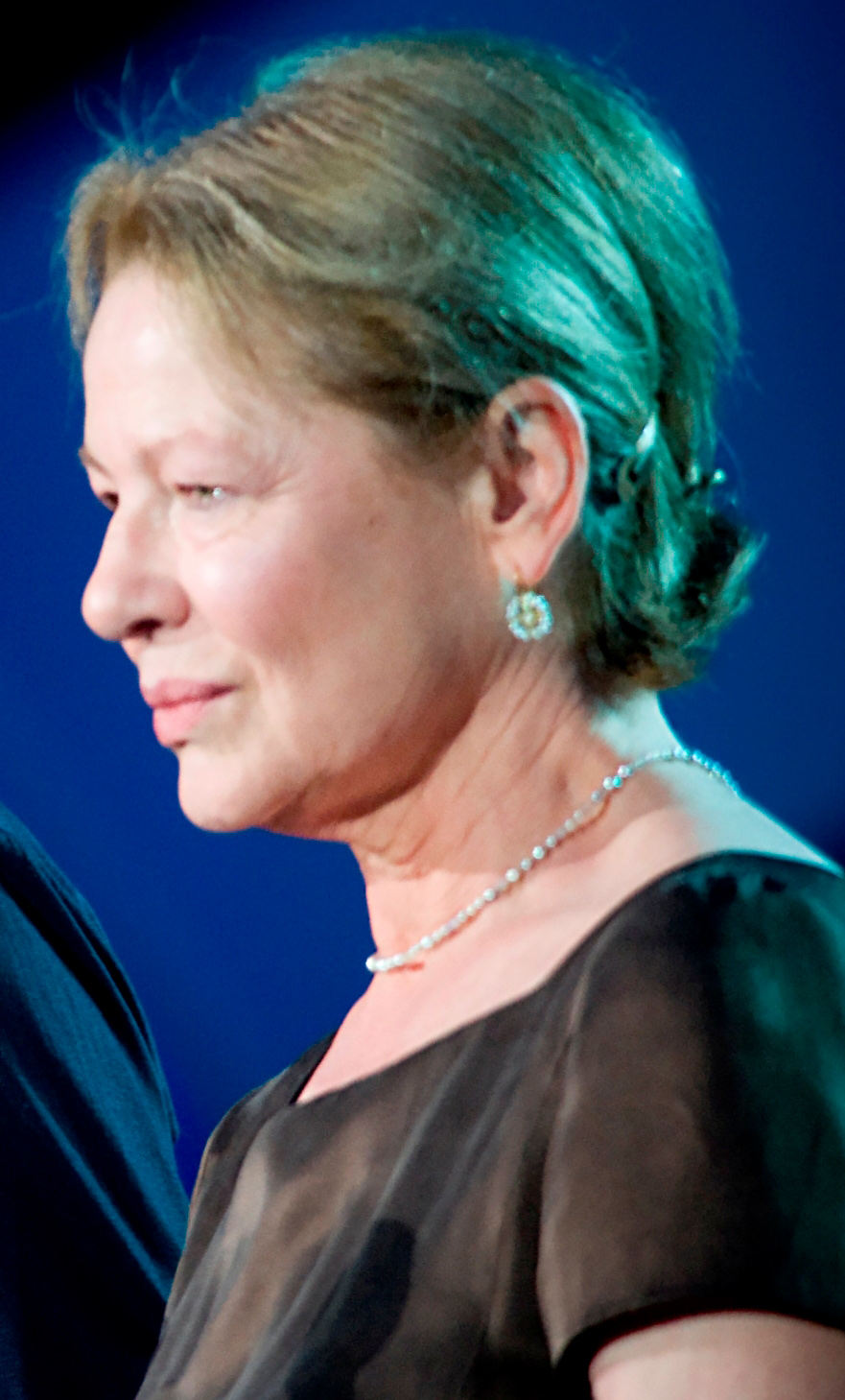
ダイアン・ウィースト, ドラマ・シリーズ 助演女優賞

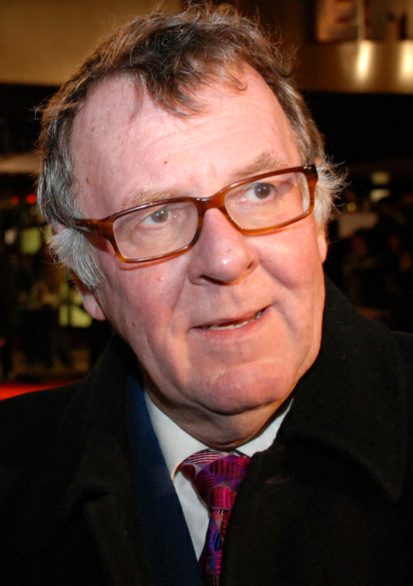
トム・ウィルキンソン, ミニシリーズ/テレビ映画 助演男優賞

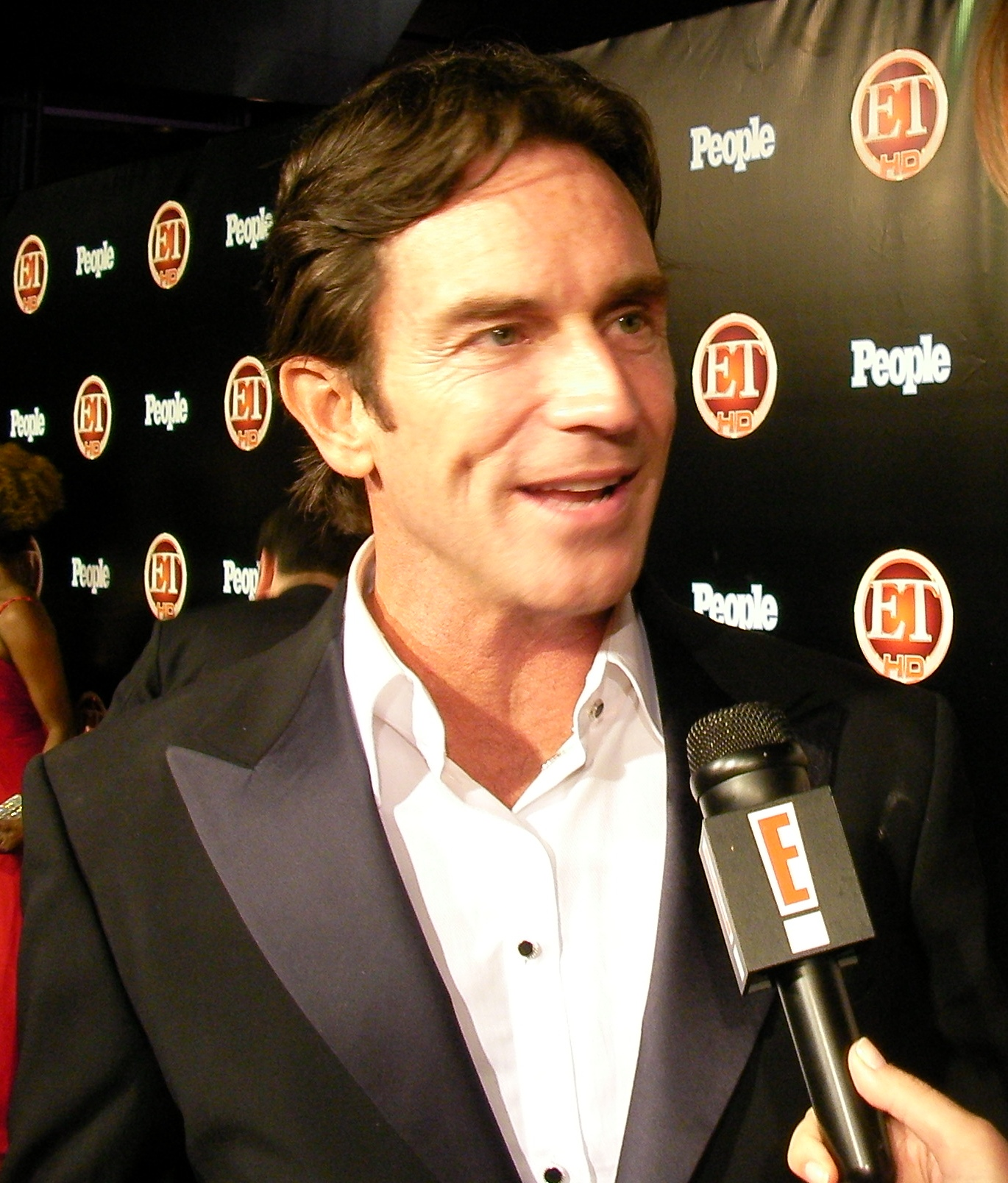
ジェフ・プロブスト, 司会者賞

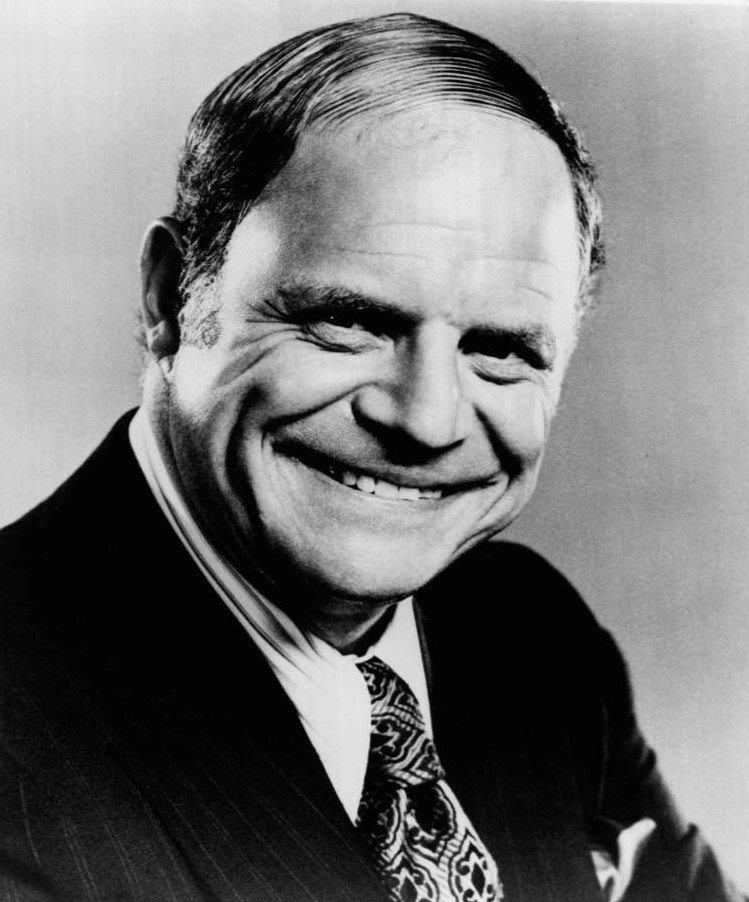
ドン・リックルズ, 個人パフォーマンス賞（バラエティ/音楽番組）

受賞は太字のものである。なお、括弧はアメリカ国内での放送権を持つネットワークであり、製作は異なる場合がある。

### 作品賞（番組賞）
| コメディ・シリーズ | ドラマ・シリーズ |
| --- | --- |
| - 『30 Rock/サーティー・ロック』 (NBC) - 『ラリーのミッドライフ★クライシス』 (HBO) - 『アントラージュ★オレたちのハリウッド』 (HBO) - 『The Office (アメリカのテレビシリーズ)』 (NBC) - 『チャーリー・シーンのハーパー★ボーイズ』 (CBS) - トップ10ファイナリストに残った作品 - 『ファミリー・ガイ』 - 『Flight of the Conchords』 - 『プッシング・デイジー 恋するパイメーカー』 - 『アグリー・ベティ』 - 『Weeds ママの秘密』 | - 『マッドメン』 (AMC) - 『ボストン・リーガル』 (ABC) - 『ダメージ』 (FX) - 『デクスター 警察官は殺人鬼』 (Showtime) - 『Dr.HOUSE』 (Fox) - 『LOST』 (ABC) - トップ10ファイナリストに残った作品 - 『Friday Night Lights』 - 『グレイズ・アナトミー』 - 『 TUDORS〜背徳の王冠〜』 - 『THE WIRE/ザ・ワイヤー』 |
| バラエティ・シリーズ | バラエティ・スペシャル |
| - 『ザ・デイリー・ショー・ウィズ・ジョン・スチュワート』 (Comedy Central) - 『コルベア・レポー』 (Comedy Central) - 『レイト・ショー・ウィズ・デイヴィッド・レターマン』 (CBS) - 『Real Time with Bill Maher』 (HBO) - 『サタデー・ナイト・ライブ』 (NBC) | - 『Mr. Warmth: The Don Rickles Project』 (HBO) - 『Bill Maher: The Decider』 (HBO) - 『George Carlin... It's Bad for Ya!』 (HBO) - 『Great Performances』 (Episode: "James Taylor: One Man Band") (PBS) - 『Kathy Griffin: Straight to Hell』 (Bravo) - 『ケネディ・センター名誉賞』 (CBS)                  |
| テレビ映画 | ミニシリーズ |
| - 『リカウント』 (HBO) - 『バーナード・アンド・ドリス』 (HBO) - 『エキストラ スターだョ! 全員集合スペシャル』 (HBO) - 『メモリー・キーパーの娘』 (Lifetime) - 『A Raisin in the Sun』 (ABC) | - 『ジョン・アダムズ』 (HBO) - 『アンドロメダ・ストレイン』 (A&E) - 『クランフォード』 (PBS) - 『アウター・ゾーン』 (Sci Fi) |
| リアリティ・コンペティション | |
| - 『アメージング・レース』 (CBS) - 『アメリカン・アイドル』 (Fox) - 『ダンシング・ウィズ・ザ・スターズ』 (ABC) - 『プロジェクト・ランウェイ』 (Bravo) - 『トップ・シェフ』 (Bravo) | |

### 主演男優賞
コメディ・シリーズ 
- アレック・ボールドウィン - 30 Rock / サーティー・ロック
- スティーヴ・カレル - The Office
- リー・ペイス - プッシング・デイジー 恋するパイメーカー
- トニー・シャルーブ - 名探偵モンク
- チャーリー・シーン - チャーリー・シーンのハーパー★ボーイズ

トップ10ファイナリストに残った俳優（残りの3名は不明・もしくは7人のみ）
- ラリー・デヴィッド - ラリーのミッドライフ★クライシス
- デイヴィッド・ドゥカヴニー - Californication

 ドラマ・シリーズ
- ガブリエル・バーン - In Treatment
- ブライアン・クランストン - ブレーキング・バッド
- マイケル・C・ホール - デクスター 警察官は殺人鬼
- ジョン・ハム - マッドメン
- ヒュー・ローリー - Dr.HOUSE
- ジェームズ・スペイダー - ボストン・リーガル

トップ10ファイナリストに残った俳優
- カイル・チャンドラー - Friday Night Lights
- パトリック・デンプシー - グレイズ・アナトミー 恋の解剖学
- エディ・イザード - The Riches
- デニス・リアリー - レスキュー・ミー NYの英雄たち

 ミニシリーズ/テレビ映画 
- レイフ・ファインズ - バーナード・アンド・ドリス
- リッキー・ジャーヴェイス - エキストラ スターだョ! 全員集合スペシャル
- ポール・ジアマッティ - John Adams
- ケビン・スペイシー - リカウント
- トム・ウィルキンソン - リカウント

### 主演女優賞
コメディ・シリーズ 
- クリスティーナ・アップルゲイト - サマンサ Who?
- アメリカ・フェレーラ - アグリー・ベティ
- ティナ・フェイ - 30 Rock / サーティー・ロック
- ジュリア・ルイス＝ドレイファス - The New Adventures of Old Christine
- メアリー＝ルイーズ・パーカー - Weeds ママの秘密

トップ10ファイナリストに残った俳優
- マーシャ・クロス - デスパレートな妻たち
- アンナ・フリエル - プッシング・デイジー 恋するパイメーカー
- フェリシティ・ハフマン - デスパレートな妻たち
- エヴァ・ロンゴリア - デスパレートな妻たち
- サラ・シルヴァーマン - The Sarah Silverman Program

 ドラマ・シリーズ 
- グレン・クローズ - ダメージ
- サリー・フィールド - ブラザーズ&シスターズ
- マリスカ・ハージティ  - LAW & ORDER:性犯罪特捜班
- ホリー・ハンター - セービング・グレース
- キーラ・セジウィック - クローザー

トップ10ファイナリストに残った俳優
- パトリシア・アークエット - ミディアム 霊能者アリソン・デュボア
- ミニー・ドライヴァー - The Riches
- エリザベス・モス - マッドメン
- メアリー・マクドネル - BATTLESTAR GALACTICA
- ジェーン・トリプルホーン - ビッグ・ラブ

 ミニシリーズ/テレビ映画 
- ジュディ・デンチ - クランフォード
- キャサリン・キーナー - アメリカン・クライム
- ローラ・リニー - John Adams
- フィリシア・ラシャド - A Raisin in the Sun
- スーザン・サランドン - バーナード・アンド・ドリス

### 助演男優賞
コメディ・シリーズ
- ジョン・クライヤー - チャーリー・シーンのハーパー★ボーイズ
- ケヴィン・ディロン - アントラージュ★オレたちのハリウッド
- ニール・パトリック・ハリス - ママと恋に落ちるまで
- ジェレミー・ピヴェン - アントラージュ★オレたちのハリウッド
- レイン・ウィルソン - The Office

トップ10ファイナリストに残った俳優
- ジャスティン・カーク - Weeds ママの秘密
- ジョン・クランスキー - The Office
- ジャック・マクブラヤー - 30 Rock / サーティー・ロック
- トレイシー・モーガン - 30 Rock / サーティー・ロック
- フレッド・ウィラード - Back to You

 ドラマ・シリーズ 
- テッド・ダンソン - ダメージ
- マイケル・エマーソン - LOST
- ジェリコ・イヴァネク - ダメージ
- ジョン・スラッテリー - マッドメン
- ウィリアム・シャトナー - ボストン・リーガル

トップ11ファイナリストに残った俳優
- ナヴィーン・アンドリュース - LOST
- ブルース・ダーン - ビッグ・ラブ
- クリスチャン・クレメンソン - ボストン・リーガル
- T・R・ナイト - グレイズ・アナトミー
- ブレア・アンダーウッド - In Treatment
- ジェイク・ウェバー - ミディアム 霊能者アリソン・デュボア

 ミニシリーズ/テレビ映画 
- ボブ・バラバン - リカウント
- スティーヴン・ディレイン - John Adams
- デニス・リアリー - リカウント
- デヴィッド・モース - John Adams
- トム・ウィルキンソン - John Adams

### 助演女優賞
コメディ・シリーズ 
- クリスティン・チェノウェス - プッシング・デイジー 恋するパイメーカー
- エイミー・ポーラー - サタデー・ナイト・ライブ
- ホランド・テイラー - チャーリー・シーンのハーパー★ボーイズ
- ジーン・スマート - サマンサ Who?
- ヴァネッサ・ウィリアムス - アグリー・ベティ

トップ10ファイナリストに残った俳優
- コンチータ・フェレル - チャーリー・シーンのハーパー★ボーイズ
- ジェナ・フィッチャー - The Office
- ジェーン・クラコウスキー - en:30 rock
- ジュディス・ライト - アグリー・ベティ
- エリザベス・パーキンス - Weeds ママの秘密

 ドラマ・シリーズ 
- キャンディス・バーゲン - ボストン・リーガル
- レイチェル・グリフィス - ブラザーズ&シスターズ
- サンドラ・オー - グレイズ・アナトミー 恋の解剖学
- ダイアン・ウィースト - In Treatment
- チャンドラ・ウィルソン - グレイズ・アナトミー 恋の解剖学

トップ11ファイナリストに残った俳優
- ジェーン・アレクサンダー - Tell Me You Love Me
- ローズ・バーン - ダメージ
- ジル・クレイバーグ - ダーティ・セクシー・マネー
- シャロン・グレス - BURN NOTICE 消されたスパイ
- クリスティナ・ヘンドリックス - マッドメン
- S・エパサ・マーカーソン - ロー&オーダー

 ミニシリーズ/テレビ映画
- ローラ・ダーン - リカウント
- アイリーン・アトキンス - クランフォード
- アシュレー・ジェンセン - エキストラ スターだョ! 全員集合スペシャル
- オードラ・マクドナルド - A Raisin in the Sun
- アルフレ・ウッダード - Pictures of Hollis Woods

### 個人パフォーマンス賞（バラエティ/音楽番組）
- スティーブン・コルバート - The Colbert Report
- ティナ・フェイ - サタデー・ナイト・ライブ
- デイヴィッド・レターマン - レイト・ショー・ウィズ・デイヴィッド・レターマン
- ドン・リックルズ - Mr. Warmth: The Don Rickles Project
- ジョン・スチュワート - 第80回アカデミー賞授賞式

### 司会者賞
- トム・バーゲロン - Dancing with the Stars
- ライアン・シークレスト - アメリカンアイドル
- ハイジ・クラム - プロジェクト・ランウェイ
- ハウイー・マンデル - ディール・オア・ノー・ディール
- ジェフ・プロブスト - サバイバー

### 監督賞（演出賞）
コメディ・シリーズ 
- マイケル・エングラー- 30 rock『ローズマリーに憧れて』(原題："Rosemary's Baby"、第2シーズン第4話）
- ダニエル・アティアス - アントラージュ★オレたちのハリウッド "No Cannes Do"（第4シーズン第11話）
- ジェームズ・ボビン - Flight of the Conchords "Sally Returns"（第1シーズン第5話）
- バリー・ソネンフェルド - プッシング・デイジー 恋するパイメーカー 『パイメーカーの秘密』（原題："Pie-lette"、第1シーズン第1話）
- Paul Lieberstein - The Office "Money (Parts 1 & 2)"（第4シーズン第4話）
- ポール・フェイグ - The Office "Goodbye"（第4シーズン第14話）

 ドラマ・シリーズ
- アーリーン・サンフォード - ボストン・リーガル "The Mighty Rogues"（第4シーズン第16話）
- ヴィンス・ギリガン - ブレイキング・バッド 『化学教師ウォルター・ホワイト』（原題："Pilot"、第1シーズン第1話）
- アレン・クルーター - ダメージ 『謎の始まり』（原題："Pilot"、第1シーズン第1話）
- グレッグ・ヤイタネス - Dr.HOUSE "『ハウスの脳』（原題：House's Head"、第4シーズン第15話）
- アラン・テイラー - マッドメン 『煙が目にしみる』（原題："Smoke Gets In Your Eyes (Pilot)"、第1シーズン第1話）

 ミニシリーズ/テレビ映画 
- ボブ・バラバン  - バーナード・アンド・ドリス
- リッキー・ジャーヴェイス、スティーヴン・マーチャント - エキストラ スターだョ! 全員集合スペシャル
- トム・フーパー - John Adams
- ジェイ・ローチ - リカウント
- マイケル・ソロモン - CIA ザ・カンパニー

 バラエティ/音楽/コメディ番組 
- ルイス・J・ホーヴィッツ - 第80回アカデミー賞授賞式
- ロニー・プライス - ブロードウェー・ミュージカル「カンパニー」 (Great Performances[5])
- Jim Hoskinson - The Colbert Report （第4シーズン第51話）
- チャック・オニール - The Daily Show With Jon Stewart （第13シーズン第50話）
- ドン・ロイ・キング - サタデー・ナイト・ライブ （司会：ティナ・フェイ）

### 脚本賞
コメディ・シリーズ 
- Jack Burditt - 30 Rock / サーティー・ロック『ローズマリーに憧れて』(原題："Rosemary's Baby"、第2シーズン第4話）
- ティナ・フェイ - 30 Rock / サーティー・ロック 『新たな一歩』(原題"Cooter"、第2シーズン第15話）
- James Bobin、Jemaine Clement、Bret McKenzie - Flight of the Conchords "Yoko"（第1シーズン第4話）
- Bryan Fuller - プッシング・デイジー 恋するパイメーカー 『パイメーカーの秘密』（原題："Pie-lette"、第1シーズン第1話）
- Lee Eisenberg、Gene Stupnitsky　- The Office "Dinner Party"（第4シーズン第9話）

 ドラマ・シリーズ 
- Michael Angeli - GALACTICA/ギャラクティカ "Six of One"（第4シーズン第4話）
- トッド・A・ケスラー、グレン・ケスラー、ダニエル・ゼルマン - ダメージ 『謎の始まり』（原題："Pilot"、第1シーズン第1話）
- マシュー・ワイナー - マッドメン 『煙が目にしみる』（原題："Smoke Gets In Your Eyes (Pilot)"、第1シーズン第1話）
- マシュー・ワイナー、ロビン・ファイト - マッドメン 『回転木馬』（原題：、第1シーズン第13話）
- デヴィッド・シモン、エド・バーンズ - THE WIRE/ザ・ワイヤー "–30–"（第5シーズン第10話）

 ミニシリーズ/テレビ映画 
- ヒュー・コステロ  - バーナード・アンド・ドリス
- ハイディ・トーマス - クランフォード
- リッキー・ジャーヴェイス、スティーヴン・マーチャント - エキストラ スターだョ! 全員集合スペシャル
- カーク・エリス - John Adams
- ダニー・ストロング - リカウント

 バラエティ/音楽/コメディ番組 
- The Colbert Report
- The Daily Show With Jon Stewart
- レイト・ナイト・ウィズ・コナン・オブライエン
- レイト・ショー・ウィズ・デイヴィッド・レターマン
- サタデー・ナイト・ライブ

## プライムタイム・クリエイティブ・アート・エミー賞

### ノンフィクション番組賞
シリーズ 
- American Masters
- Biography
- Deadliest Catch
- アクターズ・スタジオ・インタビュー
- This American Life

 スペシャル 
- AFI's 100 Years...100 Movies - 10th Anniversary Edition
- Alive Day Memories: Home From Iraq
- Autism: The Musical
- Pioneers Of Television - Late Night: Johnny, Jack, Steve, And Merv
- The Pixar Story

 映像制作の優秀な功績  
- Oswald's Ghost (American Experience)
- Walt Whitman (American Experience)
- ヒロシマナガサキ

### リアリティ番組賞
- Antiques Roadshow
- 突撃!大人の職業体験
- Extreme Makeover Home Edition
- Intervention
- Kathy Griffin: My Life on the D-List

### アニメーション番組賞
1時間未満 
- Creature Comforts America[6] - "Don't Choke To Death, Please"
- キング・オブ・ザ・ヒル "Death Picks Cotton"
- Robot Chicken "Robot Chicken: Star Wars"
- スポンジ・ボブ 『じごくの島でサマーキャンプ / ハンサムなイカルド』（原題："Inmates of Summer / Two Faces of Squidward"）
- ザ・シンプソンズ "Eternal Moonshine of the Simpson Mind（第19シーズン第9話）

 1時間以上 
- Blue Harvest （『ファミリー・ガイ』より）
- Imaginationland （『サウス・パーク』より）
- Justice League: The New Frontier

### 子供向け番組賞
- Classical Baby (I'm Grown Up Now): The Poetry Show|
- シークレット・アイドル ハンナ・モンタナ
- ハイスクール・ミュージカル2
- Nick News With Linda Ellerbee: Private Worlds: Kids And Autism
- スイート・ライフ

### スペシャルクラス番組賞
授賞式 
- 第80回アカデミー賞授賞式
- 第61回トニー賞授賞式

 クラシック音楽/ダンス 
- New York City Opera: Madama Butterfly (Live From Lincoln Center)

 ヴァラエティ/音楽/コメディ・イベント（非テレビ用制作） 
- クロスロード・ギター・フェスティヴァル 2007[7] (Great Performances)

 短編形式アニメ番組 
- キャンプ・ラズロ 『ラズロの初恋』（原題："Lazlo's First Crush"）
- チャウダー：『バープルナープルを奪え!』 （原題："Burple Nurples"）

 短編形式実写エンタテイメント番組 
- 30 Rock: Kenneth The Web Page
- Battlestar Galactica - Razor Featurette #4
- Friday Night Lights: Spotlight On Austin
- LOST: Missing Pieces
- Sarah Silverman Program Nugget

 短編形式ノンフィクション番組 
- Deadliest Catch: The Real Dutch
- Great Moments From The Campaign Trail
- Jay Leno's Garage

### ゲスト男優賞
コメディ・シリーズ 
- ウィル・アーネット - 30 Rock / サーティー・ロック
- シェリー・バーマン - ラリーのミッドナイフ★クライシス
- スティーヴ・ブシェミ - 30 Rock / サーティー・ロック
- ティム・コンウェイ - 30 Rock / サーティー・ロック
- リップ・トーン - 30 Rock / サーティー・ロック

 ドラマ・シリーズ 
- チャールズ・ダーニング - レスキュー・ミー NYの英雄たち
- ロバート・モース - マッドメン
- オリヴァー・プラット - NIP/TUCK マイアミ整形外科医
- スタンリー・トゥッチ - ER緊急救命室
- グリン・ターマン - In Treatment
- ロビン・ウィリアムズ - LAW & ORDER:性犯罪特捜班

トップ10ファイナリストに残った俳優
- キース・キャラダイン - デクスター 警察官は殺人鬼
- ダニー・グローヴァー - ブラザーズ&シスターズ
- ピーター・オトゥール - THE TUDORS〜背徳の王冠〜
- ピーター・リガート - ダメージ

### ゲスト女優賞
コメディ・シリーズ 
- ポリー・バーゲン - デスパレートな妻たち
- イーディ・ファルコ - 30 Rock / サーティー・ロック
- キャリー・フィッシャー - 30 Rock / サーティー・ロック
- キャスリン・ジョーストン - デスパレートな妻たち
- サラ・シルヴァーマン - 名探偵モンク
- エレイン・ストリッチ - 30 Rock / サーティー・ロック

トップ11ファイナリストに残った俳優
- ヴィヴィカ・A・フォックス - ラリーのミッドライフ★クライシス
- アニー・ポッツ - アグリー・ベティ
- シャーリー・ナイト - デスパレートな妻たち
- ジェーン・リンチ - チャーリー・シーンのハーパー★ボーイズ
- エイミー・ライアン - The Office

 ドラマ・シリーズ 
- エレン・バースティン - ビッグ・ラブ
- ダイアン・キャロル - グレイズ・アナトミー 恋の解剖学
- シャロン・グレス - NIP/TUCK マイアミ整形外科医
- アンジェリカ・ヒューストン - ミディアム 霊能者アリソン・デュボア
- シンシア・ニクソン - LAW & ORDER:性犯罪特捜班

## 複数部門でのノミネート作品
数字は主要部門からの合計で、プライムタイム・クリエイティブ・アート・エミー賞は含まない。
| ノミネート | 作品                                      | ネットワーク |
| ---------- | ----------------------------------------- | ------------ |
| 13         | 『30 Rock/サーティー・ロック』            | NBC          |
| 8          | 『ジョン・アダムズ』                      | HBO          |
| 8          | 『リカウント』                            | HBO          |
| 7          | 『マッドメン』                            | AMC          |
| 6          | 『ダメージ』                              | FX           |
| 6          | 『The Office (アメリカのテレビシリーズ)』 | NBC          |

| ノミネート | ネットワーク |
| ---------- | ------------ |
| 44         | HBO          |
| 30         | NBC          |
| 29         | ABC          |
| 11         | CBS          |

## 複数部門での受賞作品
数字は主要部門からの合計で、プライムタイム・クリエイティブ・アート・エミー賞は含まない。
| 受賞 | 作品                           | ネットワーク |
| ---- | ------------------------------ | ------------ |
| 5    | 『30 Rock/サーティー・ロック』 | NBC          |
| 5    | 『ジョン・アダムズ』           | HBO          |
| 2    | 『マッドメン』                 | AMC          |
| 2    | 『ダメージ』                   | FX           |

| 受賞 | ネットワーク   |
| ---- | -------------- |
| 11   | HBO            |
| 6    | NBC            |
| 4    | ABC            |
| 3    | AMC            |
| 2    | CBS            |
| 2    | Comedy Central |
| 2    | FX             |

## 全部門の統計
プライムタイム・クリエイティブ・アート・エミー賞を含む全部門の合計。
| 候補数 | 作品名                                    | 放送局 | 受賞数 |
| ------ | ----------------------------------------- | ------ | ------ |
| 23     | John Adams                                | HBO    | 13     |
| 17     | 30 Rock                                   | NBC    | 7      |
| 15     | マッドメン                                | AMC    | 6      |
| 12     | プッシング・デイジー 恋するパイメーカー   | ABC    | 3      |
| 11     | リカウント                                | HBO    | 3      |
| 10     | Bernard and Doris                         | HBO    |        |
| 9      | 第80回アカデミー賞授賞式                  | ABC    | 2      |
| 9      | アウター・ゾーン                          | SCI FI | 1      |
| 8      | Cranford (Masterpiece Theatre)            | PBS    | 2      |
| 8      | Dancing with the Stars                    | ABC    |        |
| 8      | The Office                                | NBC    |        |
| 7      | アンドロメダ・ストレイン                  | A&E    |        |
| 7      | ボストン・リーガル                        | ABC    |        |
| 7      | ダメージ                                  | FX     | 3      |
| 7      | LOST                                      | ABC    | 1      |
| 7      | チャーリー・シーンのハーパー★ボーイズ     | CBS    |        |
| 6      | アメージング・レース                      | CBS    | 1      |
| 6      | The Company                               | TNT    | 1      |
| 6      | エキストラ スターだョ! 全員集合スペシャル | HBO    |        |
| 6      | サタデー・ナイト・ライブ                  | NBC    | 1      |
| 6      | アグリー・ベティ                          | ABC    |        |
| 6      | The War                                   | PBS    | 3      |

| 放送局            | 候補数 | 受賞数 |
| ----------------- | ------ | ------ |
| A&E               | 9      |        |
| * ABC             | 76     | 12     |
| AMC               | 20     | 8      |
| Animal Planet     | 1      |        |
| Biography         | 1      |        |
| Bravo             | 11     | 2      |
| Cartoon           | 3      | 2      |
| * CBS             | 51     | 10     |
| Comedy Central    | 8      | 3      |
| Discovery Channel | 6      | 1      |
| Disney            | 6      | 1      |
| ESPN              | 1      |        |
| History           | 4      |        |
| * FOX             | 28     | 4      |
| FX                | 11     | 3      |
| HBO               | 85     | 26     |
| Lifetime          | 1      |        |
| MTV               | 1      |        |
| Nickelodeon       | 2      | 1      |
| * NBC             | 50     | 10     |
| * PBS             | 33     | 10     |
| SCI FI            | 15     | 2      |
| Showtime          | 21     | 6      |
| Starz             | 1      |        |
| TLC               | 1      |        |
| TNT               | 10     | 1      |
| USA               | 4      |        |
| その他            | 7      |        |